# 말라게타고추
말라게타고추(malagueta--)는 작고 매운 고추이다. 나무고추(C. frutescens)의 재배품종으로, 주로 브라질 등 포르투갈어권에서 재배한다. 포르투갈과 브라질에서는 작은 말라게타고추가 "피리피리"로 불리기도 하지만, 아프리카 등지에서 재배되는 피리피리고추는 말라게타고추를 기반으로 육종해 낸 다른 재배품종이다. 

## 같이 보기
- 새눈고추